# 三浦真椰
三浦 真椰（みうら まや、1977年〈昭和52年〉8月28日 - ）は、東京都出身の女優。幼少期はドイツで過ごす。所属事務所はエイジアプロモーション。旧芸名は、三浦 莉香子と三浦 まゆ。

## 人物
- ペットはチワワロングコートを溺愛している。
- 祖父は元九州女学院短期大学の学長三浦義和。熊本で生活をしていた時期があり熊本は第2の故郷である。馬刺しが大好きで自分の体は馬で出来ていると語っていた。叔父はテレビ熊本のアナウンサーをしていた三浦彰。
- 盲腸が気付かれず腹膜炎になり1年間入院を繰り返し手術をした経験がある。入院中に数々のドラマを見て感動し女優業に興味を持つ。
- 芸能界入りのきっかけはスカウトであり、avexから現在の事務所に移籍している。
- 趣味は資格を取ることで世界遺産検定2級や温泉ソムリエ・サプリメントアドバイザー・ホームヘルパー2級などを所持。

## 出演

### 映画
- POV〜呪われたフィルム〜（2012年2月18日公開、東宝映像事業部）[4] - 最上佳代 役
- ショコラの魔法（2021年6月18日公開、イオンエンターテイメント） - 大前知子 役[5]

### テレビドラマ
- 月9（フジテレビ系）
  - 僕だけのマドンナ（2003年）
  - エンジン LAP 10（2005年6月20日）
  - ガリレオ 第1シーズン（2007年10月15日 - 12月17日） - 青柳塔子 役
  - PRICELESS〜あるわけねぇだろ、んなもん!〜（2012年10月22日 - 12月24日） - 受付 役
- ココリコミラクルタイプドラマスペシャル プライドの高い女（2005年1月5日、フジテレビ系）
- 金曜エンタテイメント 労働基準監督官 和倉真幸 働く人の味方です!（2005年7月15日、フジテレビ系）[6]
- Mの司会者（2006年）
- キッチンウォーズ（2006年）
- ガリレオ スピンオフ（フジテレビ系） - 青柳塔子 役
  - ユンゲル 完結章 鼠齧る（2008年1月2日）[7]
  - 4夜連続 F1×ガリレオ（2008年9月29日 - 10月2日）[8]
  - タガーリン（2013年4月13日 - 6月22日）
- ほんとにあった怖い話（フジテレビ系）
  - 病室の住人（2008年8月26日）
  - 憑かれた山（2009年2月3日） - 母・二ノ宮ゆき 役
  - 怨みの代償（2009年8月25日） - 婦人靴売場 主任・三沢恵子 役
  - 遊び待つ（2022年8月20日） - 上野初美（泉の母） 役
- アベレイジ（2008年3月29日、フジテレビ） - 高橋ミチコ 役
- 空の港で。それぞれのエアポート物語 第13回「スーツケース」（2008年6月28日、テレビ東京） - ナツヨ 役
- 木曜劇場（フジテレビ系）
  - 任侠ヘルパー（2009年7月9日 - 9月17日） - 野村愛子 役
  - 外交官 黒田康作（2011年1月13日 - 3月17日） - 野中美月 役
  - 独身貴族（2013年10月10日 - 12月19日） - 細井恵 役
  - 黄昏流星群～人生折り返し、恋をした～（2018年10月11日 - 12月13日） - 奥山敦子 役

- 木曜ドラマ ダンディ・ダディ?〜恋愛小説家・伊崎龍之介〜 第二章（2009年7月26日、テレビ朝日系）
- ハンマーセッション（2010年、TBSテレビ系） - 松浦みゆ 役
- 震える牛（2013年6月16日 - 7月14日、WOWOW）
- 水曜ミステリー9（テレビ東京系）
  - 監察医・篠宮葉月 死体は語る13（2013年6月19日）
  - さすらい署長 風間昭平10（2013年7月17日） - 高須今日子 役
- FNS27時間テレビ 女子アナたちに明日はある（2014年7月26日、フジテレビ系） - 川野遥香 役
- モンタージュ 三億円事件奇譚 特別編-船に消えた三億円バイク乗りの女（2016年6月、フジテレビ系）
- ROAD TO EDEN（2018年1月18日 - 3月8日、フジテレビ） - セイラ 役
- 水曜22時枠 ナンバMG5 第7話 - 最終話（2022年6月1日 - 6月22日、フジテレビ系） - 亀井京子 役
- 告知事項あり。〜その事故物件で起きること〜（2025年3月7日・14日、フジテレビ系） - 玉木聡子 役[9][10]

### 携帯モバイルドラマ
- ユンゲル　ガリレオスピンオフドラマ（2007年） - 青柳塔子 役

- ガリレオスピンオフ タガーリン（2013年） - 青柳塔子 役

### ネット配信
- ROAD TO EDEN（2017年10月26日 - 12月14日、FOD） - セイラ 役
- 不倫食堂 第2期（2019年7月17日配信スタート、毎週水曜0時00分最新話配信、FOD ※全4話） - 日比野玲子 役
- アンサング・シンデレラ ANOTHER STORY 〜新人薬剤師 相原くるみ〜（2020年8月27日 - 9月24日予定、FOD)

### 舞台
- スクールランブル（2005年7月、全労済ホール スペース・ゼロ）
- ちょっとちょっとちょっとドッペルゲンガー（2008年2月、シアター風姿花伝）